# Levan Suchišvili
Levan Suchišvili (gruzínsky: ლევან სუხიშვილი, 1904 – 1937), znám také jako Vladimir Pavlovič Suchišvili (Rusky: Владимир Павлович Сухишвили) byl gruzínský politik a příslušník bolševické strany. Od ledna 1931 do 22. září téhož roku stál v čele gruzínské vlády jakožto Předseda Rady lidových komisařů Gruzínské SSR. Funkci poté vykonával ještě jednou od června 1937 do 9. července téhož roku, kdy byl zatčen a po rychlém procesu v rámci Velké čistky popraven zastřelením.